# フタル酸-4,5-cis-ジヒドロジオールデヒドロゲナーゼ
フタル酸-4,5-cis-ジヒドロジオールデヒドロゲナーゼ（phthalate 4,5-cis-dihydrodiol dehydrogenase）は、次の化学反応を触媒する酸化還元酵素である。
cis-4,5-ジヒドロキシシクロヘキサ-1(6),2-ジエン-1,2-ジカルボン酸 + NAD+ {\displaystyle \rightleftharpoons } 4,5-ジヒドロキシフタル酸 + NADH + H+
反応式の通り、この酵素の基質はcis-4,5-ジヒドロキシシクロヘキサ-1(6),2-ジエン-1,2-ジカルボン酸とNAD+、生成物は4,5-ジヒドロキシフタル酸とNADHとH+である。
組織名はcis-4,5-dihydroxycyclohexa-1(6),2-diene-1,2-dicarboxylate:NAD+ oxidoreductaseである。